# 소니 보노
소니 보노(Sonny Bono, 1935년 2월 16일 ~ 1998년 1월 5일)는 미국의 가수, 배우, 정치인으로, 듀오 Sonny & Cher로서 두 번째 아내 셰어와 파트너십을 가진 것으로 유명하다.
1998년 1월 5일 캘리포니아주의 헤븐리 마운틴 리조트에서 스키를 타던 중 나무와 부딪쳐 상해를 입고 사망했다.